# چربی

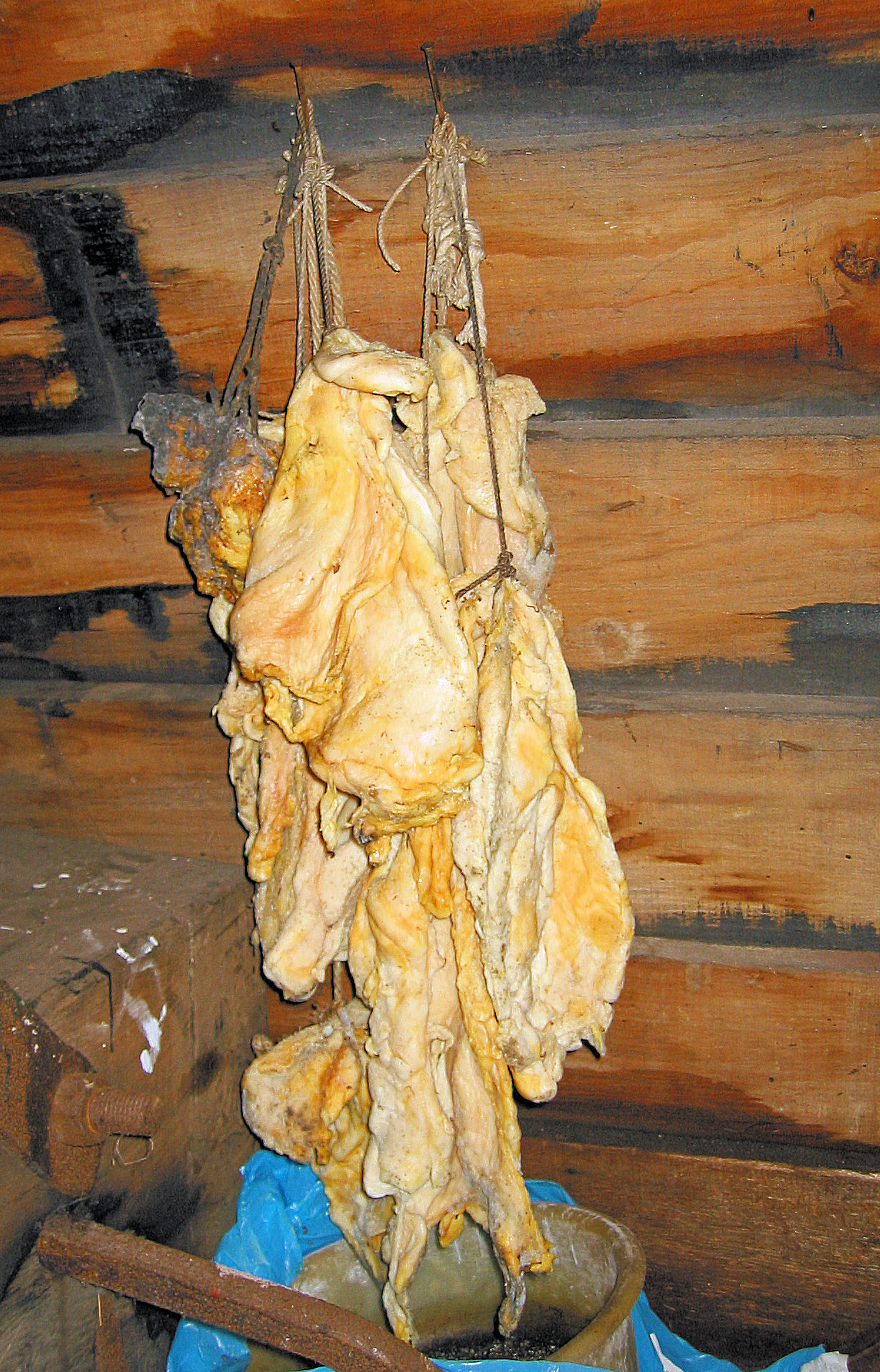

چربی به طیف وسیع آلی گفته می‌شود که در بسیاری از مواد روزمره همانند گوشت، زردهٔ تخم‌مرغ، فراورده‌های لبنی، و روغن‌ها به‌طور طبیعی یافت می‌شوند.
یکی از مهم ترین منبع انرژی است.
چربی‌ها (Lipids) گروهی از ترکیبات آلی هستند که در آب نامحلول‌اند و در ساختار سلول‌ها و ذخیره انرژی نقش کلیدی دارند. این مواد از اسیدهای چرب و گلیسرول تشکیل می‌شوند و به انواع مختلفی چون چربی‌های اشباع و غیراشباع تقسیم می‌گردند. چربی‌ها در بدن به‌عنوان منبع اصلی انرژی، عایق حرارتی، محافظ اندام‌ها و نیز در جذب ویتامین‌های محلول در چربی (A، D، E و K) اهمیت دارند. مصرف متعادل چربی برای سلامت ضروری است، اما مصرف بیش‌ازحد چربی‌های اشباع می‌تواند خطر بیماری‌های قلبی و عروقی را افزایش دهد.
چربی‌ها معمولاً از ترکیباتی به نام وپروپان تری ال تشکیل یافته‌اند، و معمولاً در آب (به‌دلیل خواص غیرقطبی خود) نامحلولند.
اغلب چربی‌های خون به شکل تری‌گلیسرید، کلسترول (حلقوی) و لیپوپروتئین دیده می‌شوند. لیپوپروتئین کم چگال (LDL) نقش قابل توجهی در بیماری دیابت نوع ۲ دارد.
چربی یک منبع ذخیرهٔ انرژی است. یک واحد چربی بیش از دوبرابر پروتئین و نشاسته هم‌وزن خود انرژی دارد. انسان چربی گیاهی موردنیاز خود را عمدتاً از دانه و میوهٔ گیاهان، که منبع ذخیرهٔ چربی‌ها هستند، تأمین می‌کند.
«چربی‌های ساختاریافته» یا structured lipids نوعی از چربی هستند که به‌صورت سنتتیک ساخته می‌شوند. هدف از تولید این نوع چربی، تولید تری اسیل گلیسرول‌هایی است که در ساختار شیمیایی آنها گلیسرول به یک یا دو اسید چرب متوسط‌زنجیر و یک اسید چرب امگا ۳ یا امگا ۶ متصل شده‌است. در نتیجه، جذب این نوع چربی خیلی سریع‌تر از جذب چربی‌های معمول است که دارای یک گلیسرول و سه اسید چرب بلندزنجیر هستند. تحقیقات نشان داده‌است که چربی‌های ساختاریافته موجب عملکرد سیستم ایمنی و بهبود عملکرد ورزشکاران می‌شود.

## تفاوت چربی غذایی و چربی بدن
از یک نگاه، چربی‌ها را می‌توان به دو دسته تقسیم کرد:
1. چربی غذایی: به نوعی از چربی گفته می‌شود که شما می‌خورید؛ برای نمونه، سُس روی سیب‌زمینی سرخ‌کرده.
2. چربی بدن: به آن چربی‌ای گفته می‌شود که توسط بدن شما ساخته می‌شود و بسیار متفاوت از چربی‌ای است که هنگام صبح روی نان تُست‌تان می‌مالید.

چربی غذایی لزوماً به چربی بدن تبدیل نمی‌شود. روشی که بدن، چربی ساختار یافته(structure) را می‌سازد به‌شدت پیچیده است، و شامل صدها واکنش شیمیایی متفاوت و استفاده از تعداد فراوانی عناصر غذایی است. به همین دلیل است که تأثیر خوردن چربی غذایی بر سلامت می‌تواند تا حد بسیار زیادی متفاوت از پیامدهای داشتن مقدار زیادی چربی در بدن باشد.